# Claude Bouillet
Claude Bouillet (Nîmes, 1944. május 8. –) francia nemzetközi labdarúgó-játékvezető. Polgári foglalkozása köztisztviselő, a légierő tisztje.

## Pályafutása

### Nemzeti játékvezetés
Játékvezetésből 1977-ben vizsgázott, 1982-ben lett az I. Liga játékvezetője. A nemzeti játékvezetéstől 1991-ben vonult vissza.

#### Nemzeti kupamérkőzések
Vezetett Kupa-döntők száma: 1.

##### Francia-kupa
| Időpont          | Helyszín                 | Mérkőzés típusa | Mérkőzés                       | Eredmény | Nézők száma |
| ---------------- | ------------------------ | --------------- | ------------------------------ | -------- | ----------- |
| 1988. június 11. | Parc des Princes, Párizs | döntő           | FC Metz–FC Sochaux-Montbéliard | 1 – 1    | 44 531      |

### Nemzetközi játékvezetés
A Francia labdarúgó-szövetség Játékvezető Bizottsága (JB) terjesztette fel nemzetközi játékvezetőnek, a Nemzetközi Labdarúgó-szövetség (FIFA) 1984-től tartotta nyilván bírói keretében. A FIFA JB központi nyelvei közül a franciát beszéli. Több nemzetek közötti válogatott és klubmérkőzést vezetett, vagy működő társának partbíróként segített. A francia nemzetközi játékvezetők rangsorában, a világbajnokság-Európa-bajnokság sorrendjében többedmagával a 30. helyet foglalja el 2 találkozó szolgálatával. Az aktív nemzetközi játékvezetéstől 1990-ben búcsúzott. Válogatott mérkőzéseinek száma: 5.

#### Világbajnokság
Chile rendezte az 1987-es ifjúsági labdarúgó-világbajnokságot, ahol a FIFA JB bíróként foglalkoztatta.
| Időpont           | Helyszín                     | Mérkőzés típusa              | Mérkőzés        | Eredmény | Nézők száma |
| ----------------- | ---------------------------- | ---------------------------- | --------------- | -------- | ----------- |
| 1987. október 18. | Központi Stadion, Valparaíso | csoportmérkőzés (C. csoport) | Skócia–Kolumbia | 2 – 2    | 5000        |
| 1987. október 23. | Központi Stadion, Concepción | egyik elődöntő               | Chile–NSZK      | 0 – 4    | 36 000      |

---
A világbajnoki döntőhöz vezető úton Olaszországba a XIV., az 1990-es labdarúgó-világbajnokságra a FIFA JB játékvezetőként alkalmazta. Az OFC és az UEFA zónákban vezetett selejtező mérkőzéseket.

##### 1990-es labdarúgó-világbajnokság

###### Selejtező mérkőzés
| Időpont           | Helyszín                         | Mérkőzés típusa           | Mérkőzés         | Eredmény | Nézők száma |
| ----------------- | -------------------------------- | ------------------------- | ---------------- | -------- | ----------- |
| 1989. április 9.  | Mount Smart Stadion, Auckland    | rájátszás                 | Új-Zéland–Izrael | 2 – 2    | 3200        |
| 1989. október 11. | Idrætsparken Stadion, Koppenhága | előselejtező (1. csoport) | Dánia–Románia    | 3 – 0    | 45 400      |

#### Nemzetközi kupamérkőzések

##### Bajnokcsapatok Európa-kupája
| Időpont          | Helyszín             | Mérkőzés típusa             | Mérkőzés             | Eredmény |
| ---------------- | -------------------- | --------------------------- | -------------------- | -------- |
| 1990. október 3. | Népstadion, Budapest | előselejtező (első forduló) | Újpesti Dózsa–Napoli | 0 – 2    |